# Stanza di Eliodoro
La Stanza di Eliodoro è uno degli ambienti delle Stanze di Raffaello nei Musei Vaticani. Fu il secondo ad essere decorato da Raffaello Sanzio, tra il 1511 e il 1514.

## Storia

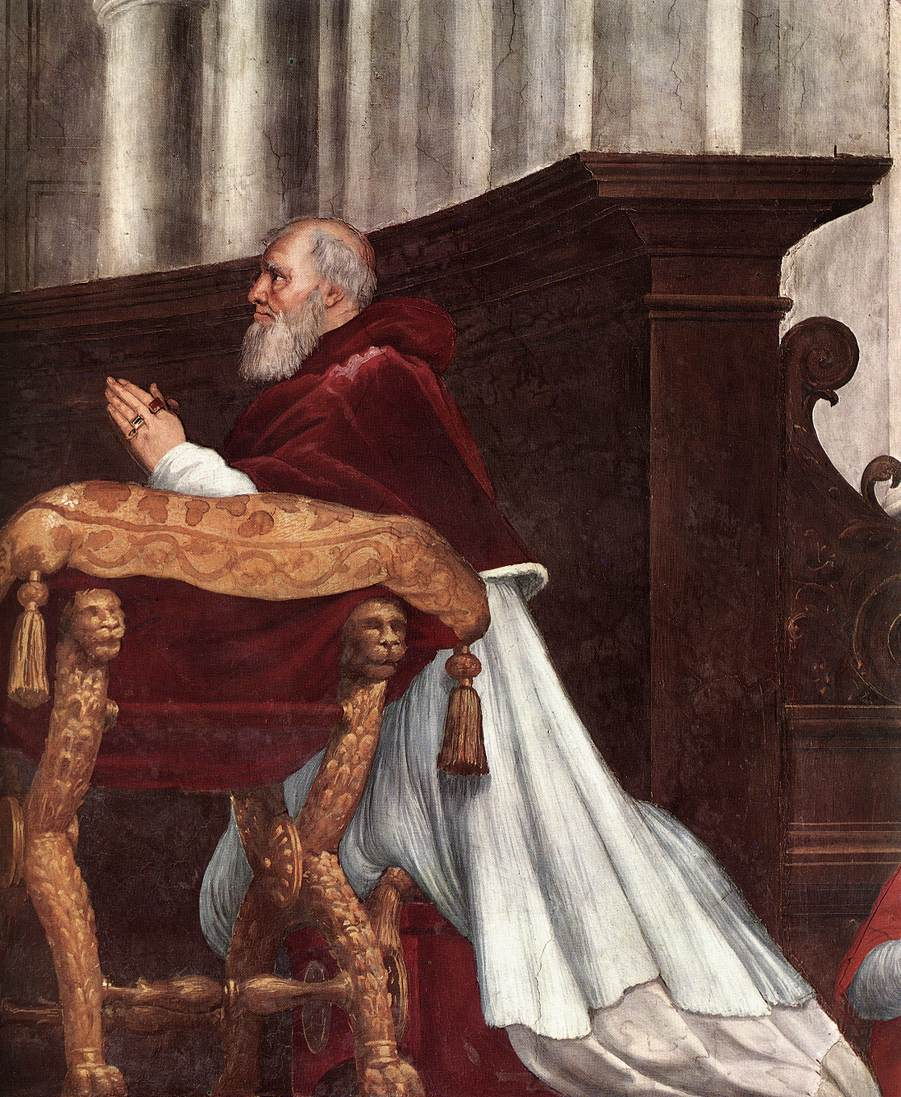
Giulio II nella Messa di Bolsena

Mentre la Stanza della Segnatura era in via di completamento, Raffaello, nell'estate del 1511, iniziò ad elaborare i disegni per la decorazione della stanza successiva, destinata a sala delle Udienze. A giugno il papa era tornato a Roma dopo una campagna militare disastrosa contro i francesi, che aveva comportato la perdita di Bologna e la continua minaccia degli eserciti stranieri nella penisola.
In quel momento di incertezza politica venne deciso un programma decorativo che sottolineasse la protezione accordata da Dio alla sua Chiesa in alcuni momenti della sua storia, descrivendo interventi miracolosi contro nemici interni ed esterni, e affidandosi al culto dell'Eucaristia, particolarmente caro al papa.
La decorazione ebbe luogo tra la seconda metà del 1511 e il 1514, con un pagamento a saldo, al Sanzio, datato 1º agosto 1514. A partire da questa impresa l'uso di aiuti si fa sempre più consistente, ponendo il problema dell'autografia dei vari brani pittorici. Dai disegni preparatori si notano varie trasformazioni nelle scene, soprattutto in relazione all'attualizzazione delle medesime in seguito all'evolversi degli avvenimenti, tra il 1511 e il 1512, con il capovolgimento delle alleanze e il temporaneo trionfo del pontefice: ecco allora che Giulio II venne inserito come spettatore nella scena di Eliodoro ed ecco che venne ritratto con maggiore evidenza nella Messa di Bolsena. Durante la Repubblica Romana instaurata dai giacobini e successivamente nel periodo napoleonico, i francesi elaborarono alcuni piani per staccare gli affreschi e renderli portabili. Infatti, venne espressero il desiderio di rimuovere gli affreschi di Raffaello dalle pareti delle Stanze Vaticane e inviarli in Francia, tra gli oggetti spediti al Musee Napoleon delle spoliazioni napoleoniche, ma questi non vennero mai realizzati a causa delle difficoltà tecniche e i tentativi falliti e disastrosi dei francesi presso la chiesa di San Luigi dei Francesi a Roma.

## Descrizione
La Stanza di Eliodoro (circa 660x750 cm in pianta) si trova tra la Sala di Costantino e la Stanza della Segnatura, affacciata sul cortile del Pappagallo nel Palazzo Apostolico. Il nome deriva da uno degli affreschi delle pareti, che sono composte da un grosso lunettone, su cui è impostata una volta a crociera.
Quattro gli affreschi alle pareti:
1. Cacciata di Eliodoro dal tempio (1511-1512)
2. Messa di Bolsena (1512)
3. Liberazione di san Pietro (1513-1514)
4. Incontro di Leone Magno con Attila (1514)

Nel soffitto sono rappresentati quattro episodi biblici che evocano la protezione di Dio al popolo di Israele, legati alle scene sottostanti.

### Volta

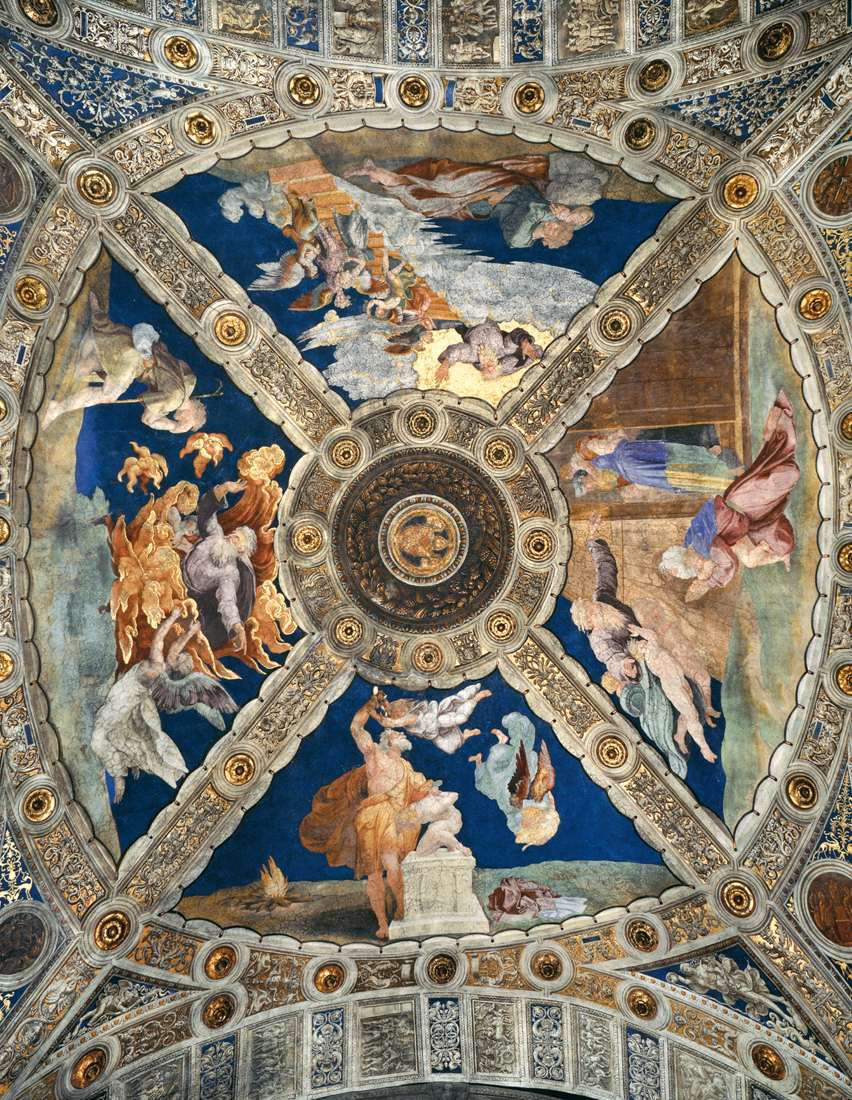
La volta

La volta ha al centro un medaglione con lo stemma di Papa Giulio II, come nella stanza delle Segnatura, circondato da arabeschi a monocromo su sfondo dorato intervallate da finte borchie dorate. Attorno si sviluppa un anello figurato, diviso diagonalmente in quattro scomparti con storie che simulano arazzi appesi con finti chiodi e anelli tra le cornici. Le scene rappresentate sono il Sacrificio di Isacco, il Roveto ardente, la Scala di Giacobbe, l'Apparizione di Dio a Noè.
In altri spazi tra le incorniciature si trovano altre decorazioni, probabilmente riferibili a Baldassarre Peruzzi e risalenti a prima dell'intervento di Raffaello. I quattro episodi biblici, tutti databili alla seconda metà del 1511, sono riferiti interamente a Raffaello da Vasari, ma Cavalcaselle li assegnò a Baldassarre Peruzzi, Adolfo Venturi a Guillaume de Marcillat, Baugart a Penni, mentre più recentemente Nesselrath a Lorenzo Lotto. Il cattivo stato di conservazione rende difficile oggi una valutazione sicura.
Lo schema è il seguente: 
| Lato  | Immagine | Volta                    | Immagine | Lunetta                            |
| ----- | -------- | ------------------------ | -------- | ---------------------------------- |
| Est   |          | Roveto ardente           |          | Cacciata di Eliodoro dal tempio    |
| Sud   |          | Sacrificio di Isacco     |          | Messa di Bolsena                   |
| Ovest |          | Apparizione di Dio a Noè |          | Incontro di Leone Magno con Attila |
| Nord  |          | Scala di Giacobbe        |          | Liberazione di san Pietro          |

### Cacciata di Eliodoro dal tempio

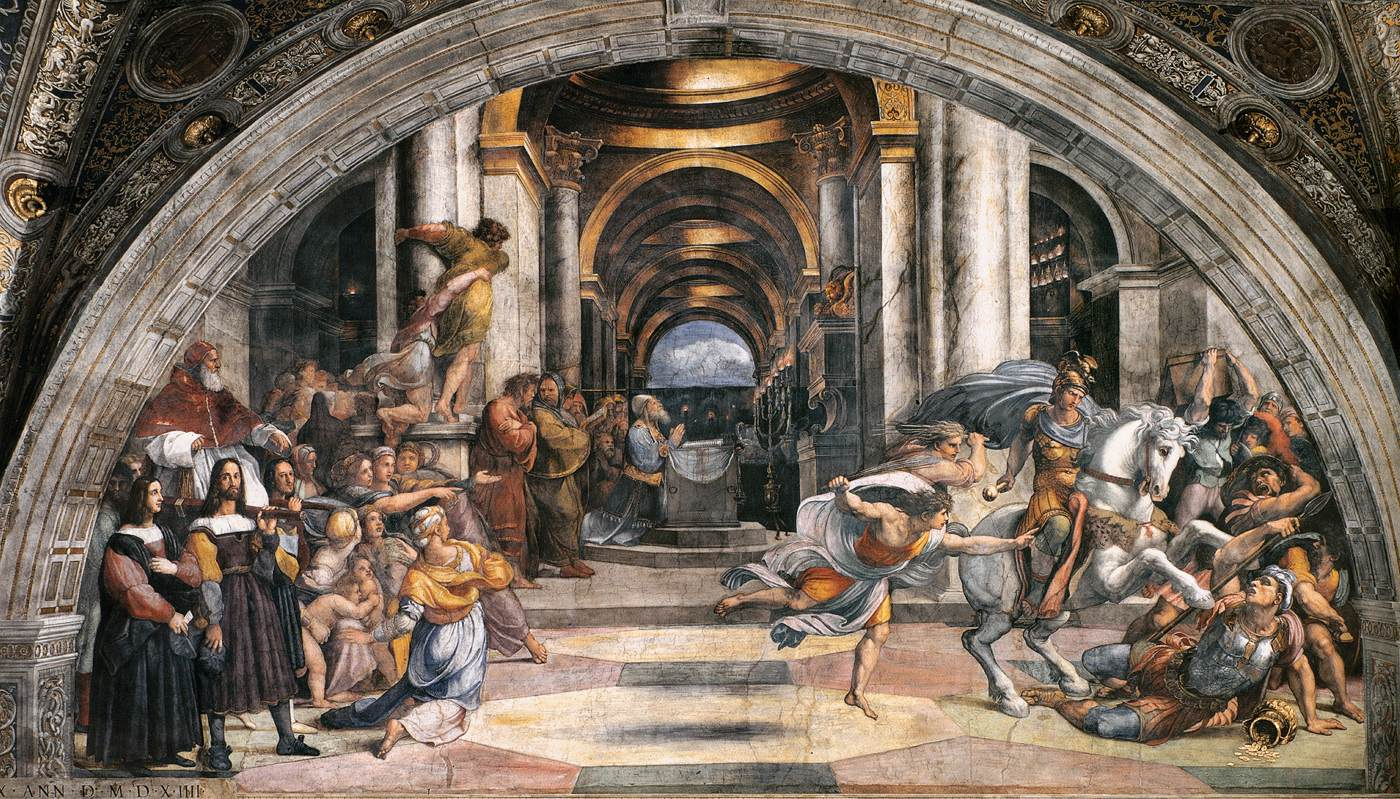
Cacciata di Eliodoro dal tempio

La Cacciata di Eliodoro dal tempio mostra un miracolo che salva la Chiesa da un nemico interno. La scena, ambientata in una basilica con la lunga navata in scorcio, dalle membrature architettoniche dorate, ha una configurazione dinamica, con il cavaliere invocato dal sacerdote al centro, Onia, che irrompe a punire il profanatore Eliodoro, inviato dal re Seleuco IV Filopatore. Assiste alla scena a sinistra, sulla portantina, Giulio II in persona, proprio come si assisterebbe a una rappresentazione teatrale. La pacata serenità della Scuola di Atene appare già lontana, e la drammatica azione punta a coinvolgere emotivamente il riguardante. Se nella Stanza della Segnatura tutti i personaggi avevano movenze sciolte e naturali, qui iniziano a comparire quelle torsioni e quelle esasperazioni gestuali che, ispirate da Michelangelo Buonarroti, preannunciano il manierismo.
Diverso è anche l'uso della luce e del colore, con toni più densi e sbalzati dalla luce, sotto l'influenza probabilmente dei coloristi venuti da Venezia, come Sebastiano del Piombo e Lorenzo Lotto

### Messa di Bolsena

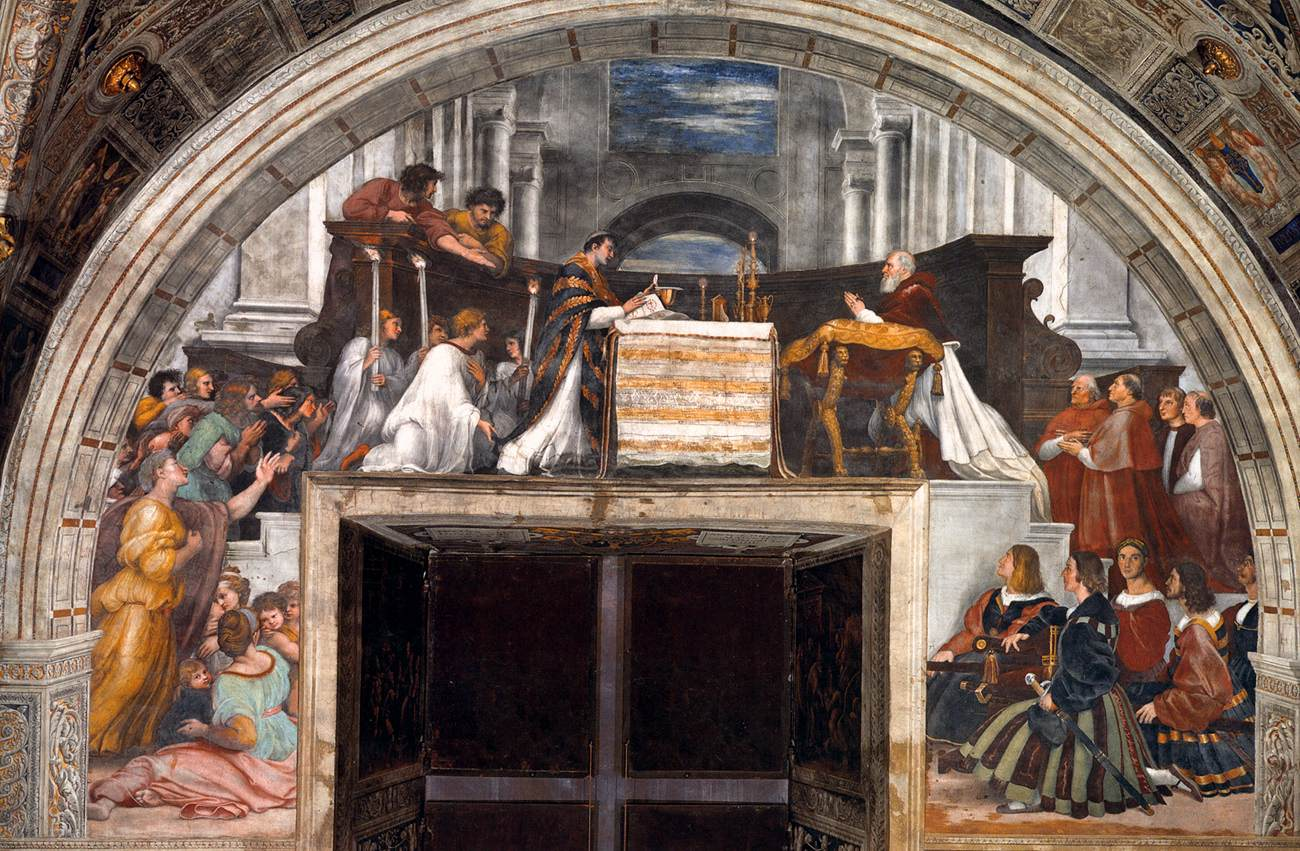
Messa di Bolsena

La Messa di Bolsena racconta il miracolo eucaristico di Bolsena, a cui il papato era storicamente molto legato, poiché avvenuto in un momento di forti conflitti dottrinali sul mistero dell'incarnazione del Corpus Domini. Raffaello creò una scena bilanciata con cura, con una contrapposizione tra il tumultuoso gruppo di fedeli a sinistra, sottolineato da strappi luministici, e la pacata disposizione cerimoniale dei personaggi della corte papale a destra, dalle tonalità coloristiche calde e corpose.

### Liberazione di san Pietro

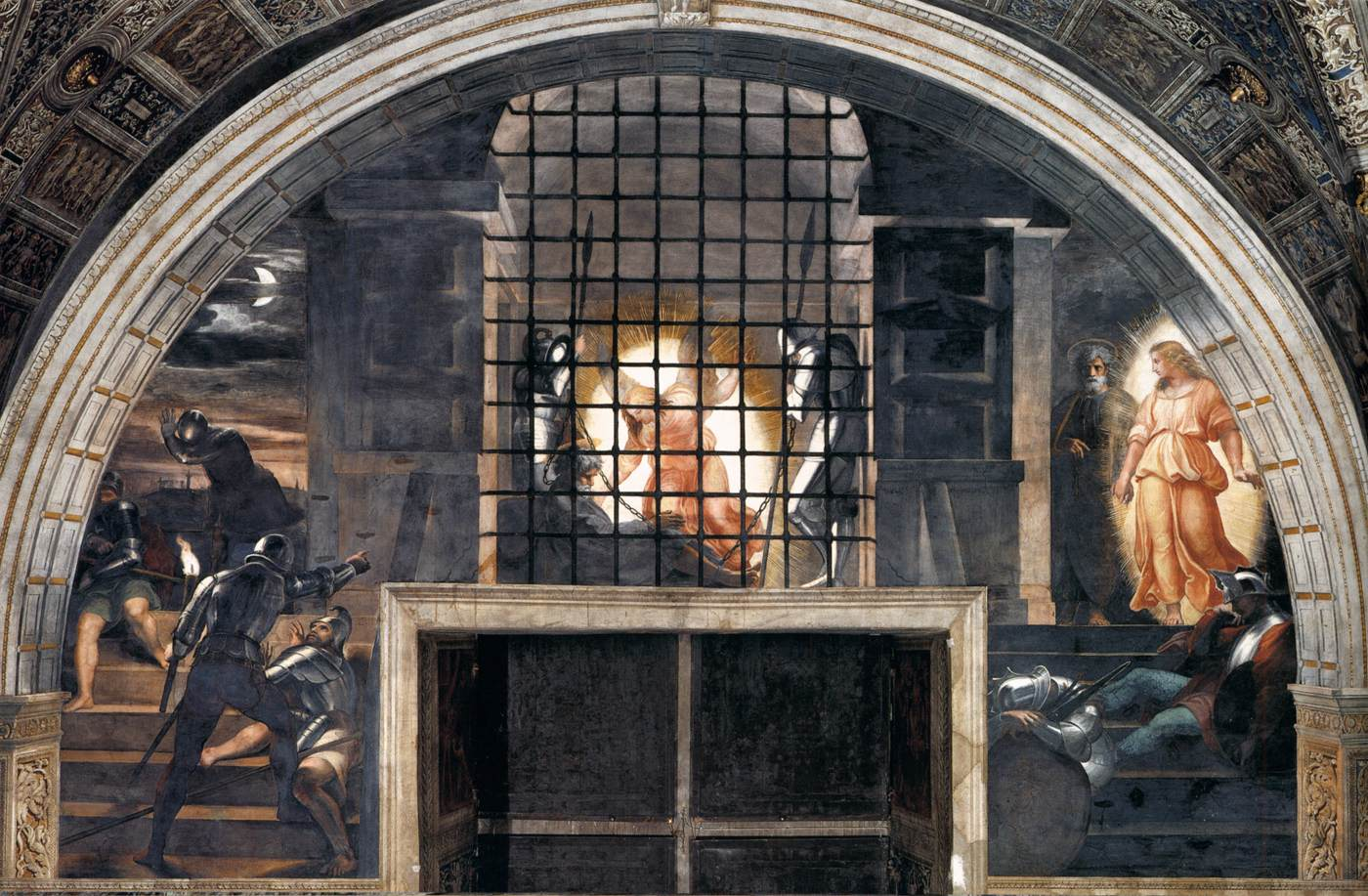
Liberazione di san Pietro

La scena della Liberazione di san Pietro è composta da tre episodi concatenati, ma fortemente unitari, e tutta giocata sui contrasti di luce, tra l'ambientazione notturna e la visione luminosa dell'angelo divino. Il primo papa, soccorso e portato al trionfo nel momento più difficile delle sue tribolazioni, è raffigurato al centro nel carcere soccorso dall'angelo, mentre a sinistra un gruppo di guardie, nelle cui armature si accendono i riflessi dell'apparizione sovrannaturale e delle fiaccole, assiste impotente alla scena. A destra Pietro è già libero, condotto per la mano dall'inviato divino attraverso una scala dove tutte le guardie sono addormentate, in un'atmosfera irreale, tra sogno e realtà.

### Incontro di Leone Magno con Attila

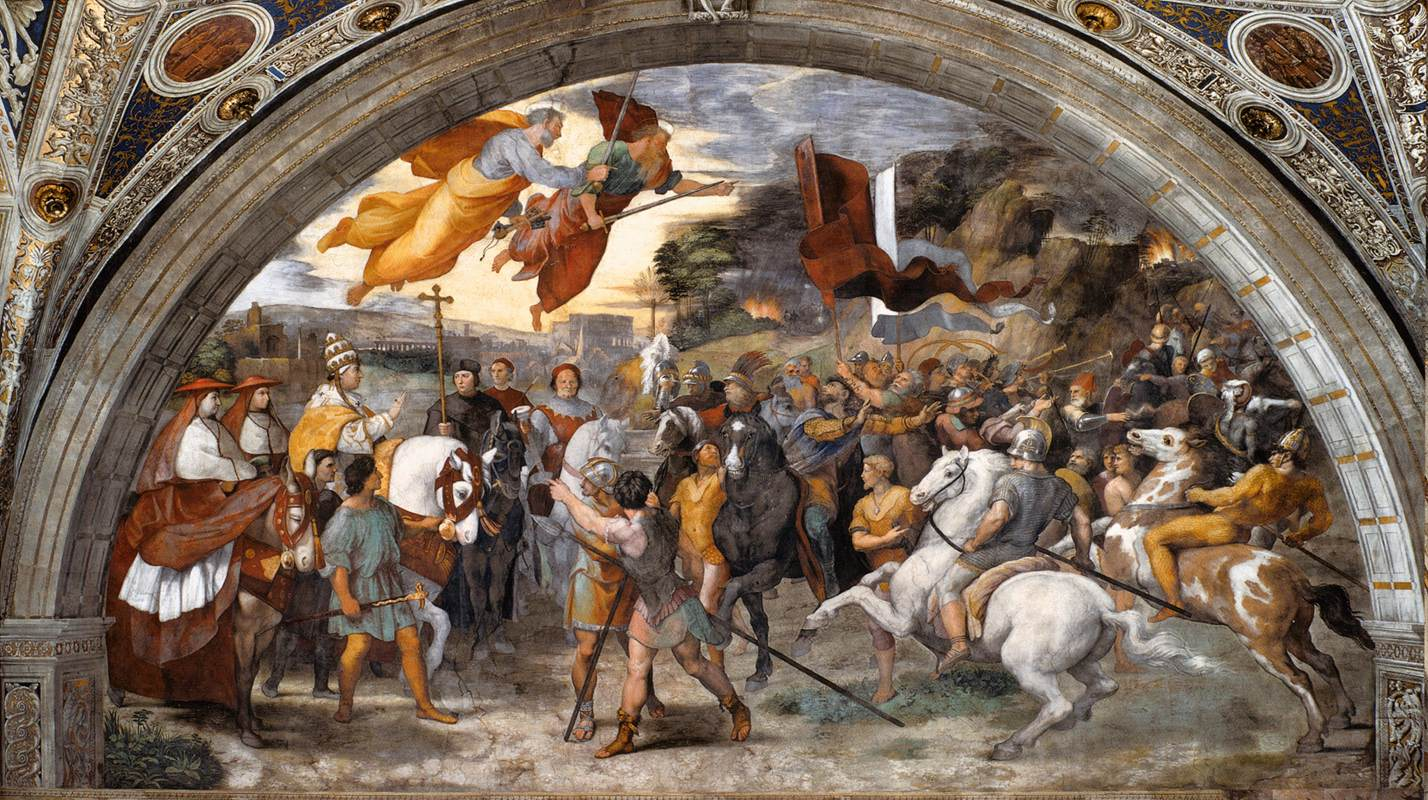
Incontro di Leone Magno con Attila

La rottura dello schema simmetrico e bilanciato è particolarmente evidente nell'episodio dell'Incontro di Leone Magno con Attila, dove le due forze in campo si scontrano frontalmente. A destra si slanciano tumultuosi gli Unni, tra incendi e rovine sullo sfondo, arrestati dall'eloquente apparizione degli apostoli armati in cielo, mentre a sinistra procede ordinato e pacato nella sua infallibilità il pontefice col suo seguito, sullo sfondo della città eterna.

### Altre decorazioni
Lo zoccolo inferiore mostra undici cariatidi a monocromo, rappresentanti varie allegorie (del commercio, della religione, della legge, della pace, della protezione, della nobiltà, della navigazione, dell'abbondanza, della pastorizia, dell'agricoltura e della viticoltura), e quattro erme tra tavolette di finto marmo: in queste rappresentazioni è evidente l'ideologia papale e i suoi sogni di renovatio imperiale. Più in basso si trovano piccoli scomparti che imitano bassorilievi bronzei, con scene simboleggianti la prosperità nei domini della Chiesa.
Il basamento è per lo più attribuito a Perin del Vaga, ma alcuni lo hanno assegnato anche a Giovan Francesco Penni o addirittura a Raffaello stesso. Cavalcaselle ad esempio assegnò le cariatidi al Penni su cartone di Raffaello, idea ripresa anche dal Gamba.

## Bibliografia

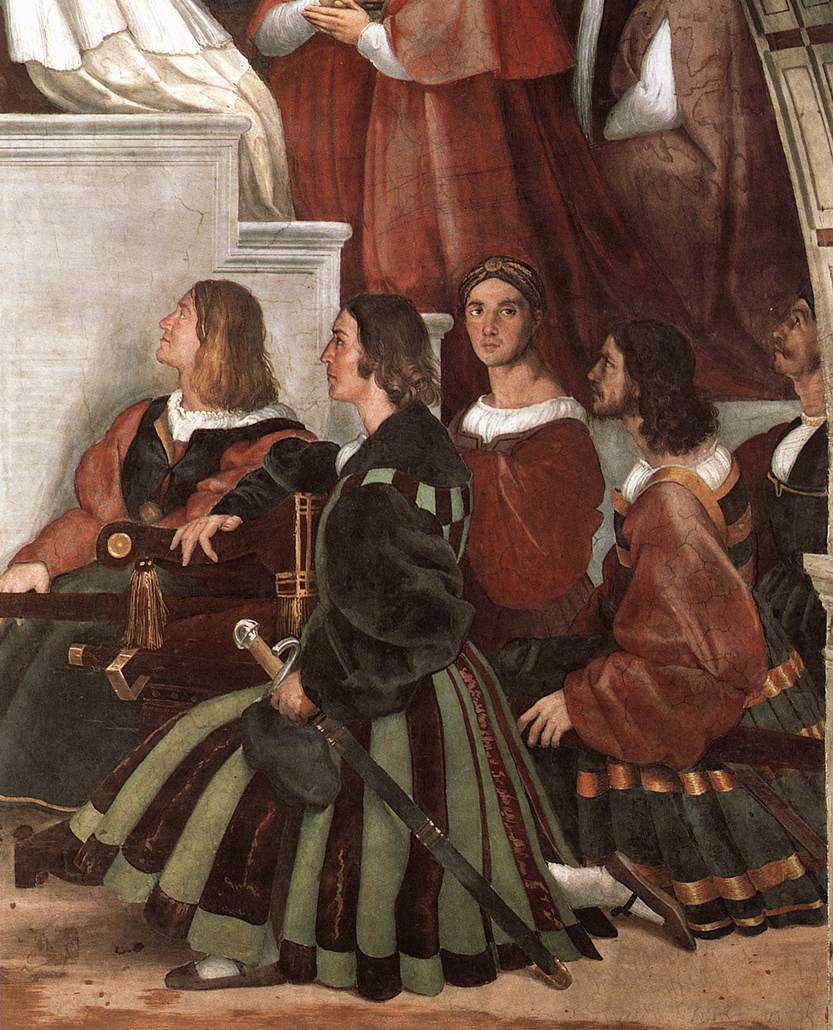
Dettaglio della Messa di Bolsena